# Minute Realms
Minute Realms è un gioco da tavolo ideato da Stefano Castelli e pubblicato nel 2017 dalla dV Giochi dove i giocatori dovranno costruire il proprio reame collezionando delle carte che rappresentano edifici o fortificazioni e che dovranno resistere all'attacco di orde barbariche per 2 volte nella partita.

## Il gioco
All'inizio del gioco si predispone al centro il tabellone del percorso degli invasori (segna round) posizionando le relative pedine invasione in una pila e viene preparato il mazzo di carte che varia a seconda del numero di giocatori. Una volta mischiato si pone al centro. Contemporaneamente, e sempre in base al numero di giocatori, vengono distribuite le monete e le restanti andranno a formare la riserva comune.
Una partita dura 8 round. Il primo giocatore consegna una carta a ciascun giocatore e ne pone 2 al centro, tutte scoperte. Ogni giocatore al proprio turno dovrà:
- scegliere una carta disponibile
- costruire la carta nel proprio reame

La prima azione permette di scegliere una tra tutte le carte ancora disponibili (tutte quelle che non sono state costruite) che possono essere quella che ti è stata consegnata oppure una di un altro giocatore o quelle al centro del tavolo. Per queste ultime due azioni dovranno essere risolte tutte le azioni di scambio indicate sulla carta che possono essere 3: prendere delle monete (disco verde), pagare delle monete alla riserva o al giocatore a seconda della carta scelta (disco rosso) oppure posizionare una pedina barbaro del percorso degli invasori.
La seconda azione invece permette di aggiungere la carta edificio nel proprio reame pagando l'eventuale costo in monete indicato sulla carta oppure, girandola sul dorso, aggiungerla in modalità bastione di difesa e prendendo 2 monete dalla riserva.
Al termine del quarto e ottavo round si verifica la forza degli invasori che è determinata dalla somma dei valori delle pedine invasione sul tracciato. Questo valore si confronta con la forza di difesa dei reami e se il valore di attacco è uguale o inferiore a quello di difesa il reame non subisce danni, altrimenti il giocatore perde un edificio a scelta.
Alla fine del gioco si contano i punti dati a seconda delle carte in gioco; infatti ogni carta da diverse modalità di attribuzione dei punti. Vince il giocatore con il punteggio più alto.